# 임천관아지
임천관아지는 충청남도 부여군 임천면에 있다. 2009년 12월 24일 부여군의 향토문화유산 제109호로 지정되었다.

## 같이 보기
- 임천관아지 소나무